# Миконос (град)
Миконос (грч. Μύκονος) град је у средишњој Грчкој и седиште истоименог округа Миконос, као и највеће насеље истоименог острва Миконос, у периферији Јужни Егеј.
Последњих година Миконос је посто прворазредно туристичко стециште светске елите и једно од монденских летовалишта у области Егеја.

## Природни услови
Миконос се налази у средишњем делу грчке државе. Град је смештен на западној обали острва Миконос, у омањем заливу.
Клима у Миконосу је средоземна, са жарким и дугим летима и благим и кишовитим зимама.

## Становништво
Данашњи град Миконос има око 6.500 становника, док цело острво има око 9.000. Последњих година број становника расте.
Становници Миконоса су махом етнички Грци, од којих су већина православци, а скромна мањина римокатолици (посебност Киклада, који су дуго били под Млецима). Лети се број становника значајно увећа доласком туриста, било домаћих или страних.

## Знаменитости
Миконос је типичан средоземни градић уских улица, са тргом и неколико цркава. Месна архитектура је мешавина локалних утицаја и запада, па се на кућама мешају егејски и класични елементи. Град има неколико музеја.

## Галерија
- Једна од градских православних цркава
- Градско приобаље
- Ветрењаче - симбол Миконоса
- Старо градско језгро